# Bodil Rosing
Bodil Frederikke Hammerich (Copenaghen, 27 dicembre 1877 – Los Angeles, 31 dicembre 1941) è stata un'attrice danese.

## Biografia
Bodil Freederikke Hammerich nacque il 27 dicembre 1877 a Copenaghen, dal musicista Angel Hammerich e dalla pianista Gola Hammerich (nata Bodenhoff-Rosing). Studiò recitazione al Teatro reale danese.

## Carriera
Inizialmente lavorò come attrice teatrale in Danimarca, esibendosi per tre anni al Teatro reale danese. Nel 1898 debuttò a teatro nella commedia Gurli. Nel 1904 interpretò Bianca in La bisbetica domata al Casino Theatre. Il suo ultimo ruolo al Teatro Dagmar fu quello di Michelle in La signora delle camelie, nel 1905.
Durante i primi anni '20 fece qualche apparizione a Broadway. Nel 1924 si trasferì a Hollywood, dove sua figlia sposò l'attore Monte Blue.
Nel 1927 interpretò la cameriera di Janet Gaynor nel film muto Aurora. Successivamente interpretò la moglie di Jean Hersholt in Il velo dipinto (1934), con Greta Garbo, e la vicina tedesca di Lionel Barrymore in L'eterna illusione (1938) di Frank Capra.

## Vita privata
Nel 1898 sposò il medico norvegese Einer Jansen, dal quale ebbe quattro figli. I due divorziarono nel 1919. Morì di infarto all'età di 64 anni.

## Filmografia
- La mosca nera (Pretty Ladies), regia di Monta Bell (1925)
- La torre delle menzogne (The Tower of Lies), regia di Victor Sjöström (1925)
- Lights of Old Broadway, regia di Monta Bell (1925)
- Il barcaiuolo del Volga (The Volga Boatman), regia di Cecil B. DeMille (1926)
- The Sporting Lover, regia di Alan Hale (1926)
- The Midnight Kiss, regia di Irving Cummings (1926)
- It Must Be Love, regia di Alfred E. Green (1926)
- The Return of Peter Grimm, regia di Victor Schertzinger (1926)
- Nei gorghi di New York (The City), regia di Roy William Neill (1926)
- Stage Madness, regia di Victor Schertzinger (1927)
- Aurora (Sunrise: A Song of Two Humans), regia di Friedrich Wilhelm Murnau (1927)
- Blondes by Choice, regia di Hampton Del Ruth (1927)
- Wild Geese, regia di Phil Goldstone (1927)
- Il bandito solitario (The Law of the Range), regia di William Nigh (1928)
- The Big Noise, regia di Allan Dwan (1928)
- The Port of Missing Girls, regia di Irving Cummings (1928)
- Ladies of the Mob, regia di William A. Wellman (1928)
- Wheel of Chance, regia di Alfred Santell (1928)
- Out of the Ruins, regia di John Francis Dillon (1928)
- È arrivata la squadra (The Fleet's In), regia di Malcolm St. Clair (1928)
- La dama di Mosca (The Woman from Moscow), regia di Ludwig Berger (1928)
- King of the Rodeo, regia di Henry MacRae (1928)
- Gambette indiavolate (Why Be Good?), regia di William A. Seiter (1929)
- La valanga (Eternal Love), regia di Ernst Lubitsch (1929)
- Tradimento (Betrayal), regia di Lewis Milestone (1929)
- Ragazze d'America (Broadway Babies), regia di Mervyn LeRoy (1929)
- L'enigma dell'alfiere nero (The Bishop Murder Case), regia di David Burton e Nick Grinde (1929)
- Hello Sister, regia di Walter Lang (1930)
- All'ovest niente di nuovo (All Quiet on the Western Front), regia di Lewis Milestone (1930)
- Jenny Lind (A Lady's Moral), regia di Sidney Franklin (1930)
- L'amante di mezzanotte (Oh, for a Man!), regia di Hamilton MacFadden (1930)
- Part Time Wife, regia di Leo McCarey (1930)
- Three Who Loved, regia di George Archainbaud (1931)
- Surrender, regia di William K. Howard (1931)
- The Miracle Man, regia di Norman Z. McLeod (1932)
- Grand Hotel, regia di Norman Z. McLeod (1932)
- Downstairs, regia di Monte Blue (1932)
- Ancora sei ore di vita (6 Hours to Live), regia di William Dieterle (1932)
- The Match King, regia di Howard Bretherton e William Keighley (1932)
- Hallelujah I'm a Bum, regia di Lewis Milestone (1933)
- The Crime of the Century, regia di William Beaudine (1933)
- Notturno viennese (Reunion in Vienna), regia di Sidney Franklin (1933)
- Ex-Lady, regia di Robert Florey (1933)
- La regina Cristina (Queen Christina), regia di Rouben Mamoulian (1933)
- Tanya, regia di Michael Curtiz (1934)
- All Men Are Enemies, regia di George Fitzmaurice (1934)
- E adesso, pover'uomo? (Little Man, What Now?), regia di Frank Borzage (1934)
- Such Women Are Dangerous, regia di James Flood (1934)
- King Kelly of the U.S.A., regia di Leonard Fields (1934)
- Alba di sangue (Crimson Romance), regia di David Howard (1934)
- Il velo dipinto (The Painted Veil), regia di Richard Boleslawski (1934)
- A Night at the Ritz, regia di William C. McGann (1935)
- Roberta, regia di William A. Seiter (1935)
- Four Hours to Kill!, regia di Mitchell Leisen (1935)
- Facce false (Let 'em Hev It), regia di Sam Wood (1935)
- Thunder in the Night, regia di George Archainbaud (1935)
- Sogno di prigioniero (Peter Ibbetson), regia di Henry Hathaway (1935)
- Hearts in Bondage, regia di Lew Ayres (1936)
- La donna del giorno (Libeled Lady), regia di Jack Conway (1936)
- Rose Bowl, regia di Charles Barton (1936)
- Il signore e la signora Sherlock Holmes (The Plot Thickens), regia di Ben Holmes (1936)
- Scandalo al Grand Hotel (Thin Ice), regia di Sidney Lanfield(1937)
- Michael O'Halloran, regia di Karl Brown (1937)
- Zoccoletti olandesi (Heidi), regia di Allan Dwan (1937)
- Pronto per due (Breakfast for Two), regia di Alfred Santell (1937)
- Maria Walewska, regia di Clarence Brown e Gustav Machatý (1937)
- The Firts Hundred Years, regia di Richard Thorpe (1937)
- L'eterna illusione (You Can't Take It with You), regia di Frank Capra (1938)
- Il grande valzer (The Great Waltz), regia di Julien Duvivier (1938)
- Hotel Imperial, regia di Robert Florey (1938)
- Confessioni di una spia nazista (Confessions of a Nazi Spy), regia di Anatole Litvak (1939)
- The Star Maker, regia di Roy Del Ruth (1939)
- La storia di Edith Cavell (Nurse Edith Cavell), regia di Herbert Wilcox (1939)
- Belve su Berlino (Hitler: Beast of Berlin), regia di Sam Newfield (1939)
- Lo stalliere e la granduchessa (Florian), regia di Edwin L. Marin (1940)
- Four Sons, regia di Archie Mayo (1940)
- Bufera mortale (The Mortal Storm), regia di Frank Borzage (1940)
- Reaching for the Sun, regia di William A. Wellman (1941)
- Otto giorni di vita (They Dare Not Love), regia di James Whale (1941)
- Dietro le persiane (No Greater Sin), regia di William Nigh (1941)
- Man at Large, regia di Eugene Forde (1941)
- Marry the Boss's Daughter, regia di Thornton Freeland (1941)